# Cérilly (Côte-d’Or)
Cérilly település Franciaországban, Côte-d’Or megyében. Lakosainak száma 214 fő (2022. január 1.). Cérilly Bouix, Poinçon-lès-Larrey, Sainte-Colombe-sur-Seine, Ampilly-le-Sec, Balot és Étrochey községekkel határos.

## Népesség
A település népességének változása:
| Lakosok száma | 247  | 268  | 247  | 246  | 253  | 240  | 231  | 222  | 218  | 214  |
|               | 1968 | 1982 | 1990 | 2006 | 2013 | 2015 | 2017 | 2019 | 2020 | 2022 |